# Quintus Caecilius Metellus Nepos (consul en -57)
Pour les articles homonymes, voir Quintus Caecilius Metellus Nepos et Caecilii Metelli.
Quintus Caecilius Metellus Nepos (dit le dissipateur) est le fils de Quintus Caecilius Metellus Nepos, consul en 98 av. J.-C. et le frère de Quintus Caecilius Metellus Celer, consul  en 60 av. J.-C.).
- Entre 67 et 64 av. J.-C., il sert avec Pompée, et le soutient contre une partie des sénateurs.
- En 63 av. J.-C., il est le candidat de Pompée au tribunat et est élu avec Caton, mais doit quitter Rome à cause du sénat.
- En 57 av. J.-C., il est élu consul et favorise le rappel de Cicéron exilé.
- En 56 av. J.-C., il est proconsul en Hispanie.